# Ordnance Factory Muradnagar
Ordnance Factory Muradnagar là một thị trấn thống kê (census town) của quận Ghaziabad thuộc bang Uttar Pradesh, Ấn Độ.

## Nhân khẩu
Theo điều tra dân số năm 2001 của Ấn Độ, Ordnance Factory Muradnagar có dân số 10.754 người. Phái nam chiếm 53% tổng số dân và phái nữ chiếm 47%. Ordnance Factory Muradnagar có tỷ lệ 78% biết đọc biết viết, cao hơn tỷ lệ trung bình toàn quốc là 59,5%: tỷ lệ cho phái nam là 84%, và tỷ lệ cho phái nữ là 70%. Tại Ordnance Factory Muradnagar, 11% dân số nhỏ hơn 6 tuổi.